# عمر (کنر)

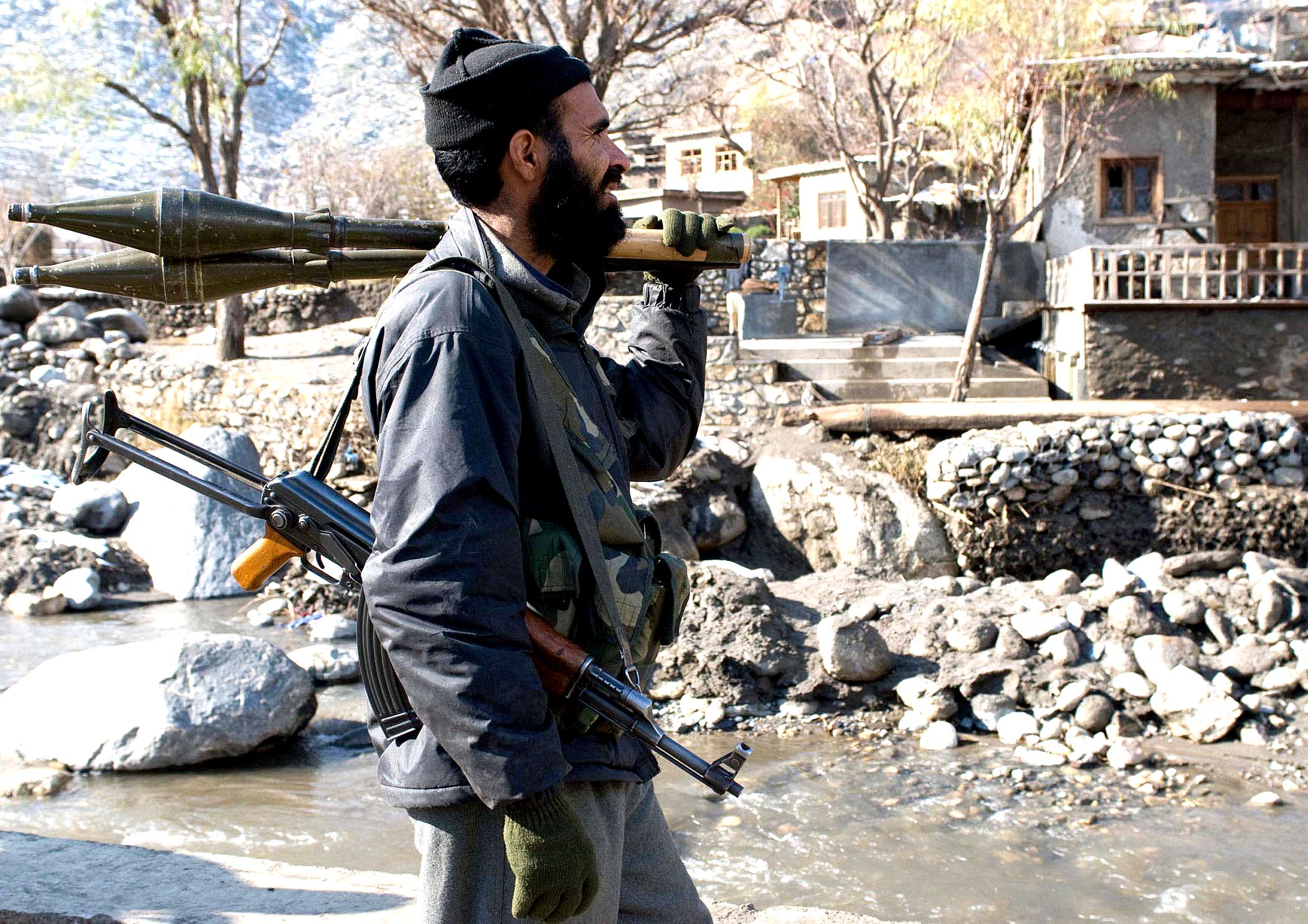
پلیس افغان در حال گشت‌زنی در عمر

عمر یک منطقه مسکونی در افغانستان است که در ولایت کنر و در نزدیکی دره رودخانه پیچ واقع شده است.